# Cornelis Musius
Cornelis Musius ou Muys (1503-1572) est un poète et martyr catholique flamand.

## Biographie

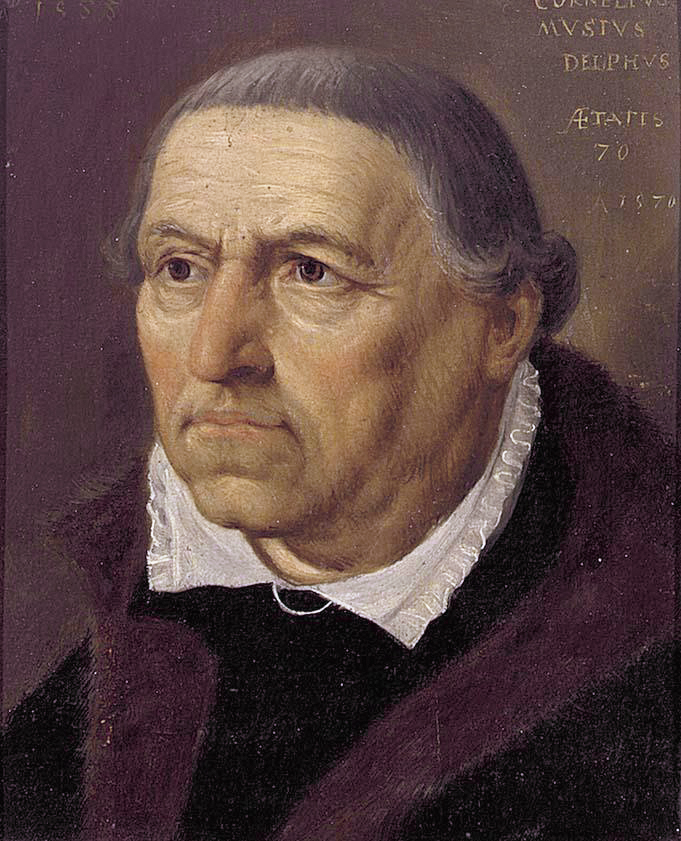
Portrait de Cornelis Musius à Delft en 1570 (école flamande, auteur inconnu, fin du XVIe siècle.

Ne à Delft le 10 juin 1503, Cornelis Musius se distingua dans les belles-lettres et les langues à Louvain, et les enseigna lui-même à Gand. Il accompagna ensuite de jeunes seigneurs à Paris et à Poitiers,. De retour dans sa patrie, il est nommé en 1538 recteur du monastère de Sainte-Agathe (nl), à Delft,, emploi qu’il remplit avec beaucoup de zèle pendant 34 ans. À Delft, il rencontre Maarten van Heemskerck. Musius devenu mécène, cette rencontre permet au peintre néerlandais d'exécuter plusieurs commandes, notamment pour Sainte-Agathe,. Dans ses moments de loisir, Musius cultiva les muses, et se fit estimer par sa science et par sa probité. 
Après l'invasion de Brielle par les gueux de mer, dont les hordes sont menés par le fanatique Guillaume de Lumey, Musius quitte Delft pour tenter de trouver refuge à La Haye,. La fuite de Musius s'effectuant trop tardivement, de Lumey le fait arrêter à Leyde, et épuise sur ce respectable vieillard tout ce que la rage peut inventer de plus atroce[non neutre]. Il lui fit couper les oreilles, le nez, les doigts, des mains et des pieds, et finit par le faire attacher à la potence, où il mourut le 10 décembre 1572,.

## Œuvres
On a de lui divers poèmes :

Coupe en argent ayant appartenu à Cornelis Musius lors de son rectorat à Saint-Agathe. Pièce d'argenterie datée de 1565 et exposée au musée du couvent Sainte-Catherine.

- Institutio fœminæ christianæ, tirée du dernier chapitre des Proverbes. Odes et quelques Psaumes en vers, Poitiers, 1536, in-4°.
- De temporum fugacitate, deque sacrorum poematum immortalitate, ibid., 1536, in-4°. Il y donne un abrégé de sa vie.
- Imago patientiæ et alia carmina, ibid., 1536, in-4°.
- Libellus tumulorum Desiderii Erasmi, Louvain, 1536, in-4°.
- Encomium solitudinis, Anvers, 1566, in-4°.
- Des Hymnes.
- Un Livre de prières, publié par Luc Opmeer, Leyde, 1582, in-16. Ses vers sont d’un style pur et clair. On voit le Theatrum crudelitatis hæreticorum la représentation son cruel martyre. Le tome 3 du Deliciæ poetarum Belgicorum, p. 667-680, offre quelques pièces de Musius.

## Hommages des auteurs contemporains de Cornelis Musius
Guillaume Estius, dans son Histoire des martyrs de Gorcum, les auteurs des Acta Sanctorum au 10 juillet, Petrus Opmeer — qui a connu Musius à Louvain —, dans son Histoire des martyrs de Hollande, se sont étendus sur la vie et la mort de ce martyr.[pas clair]

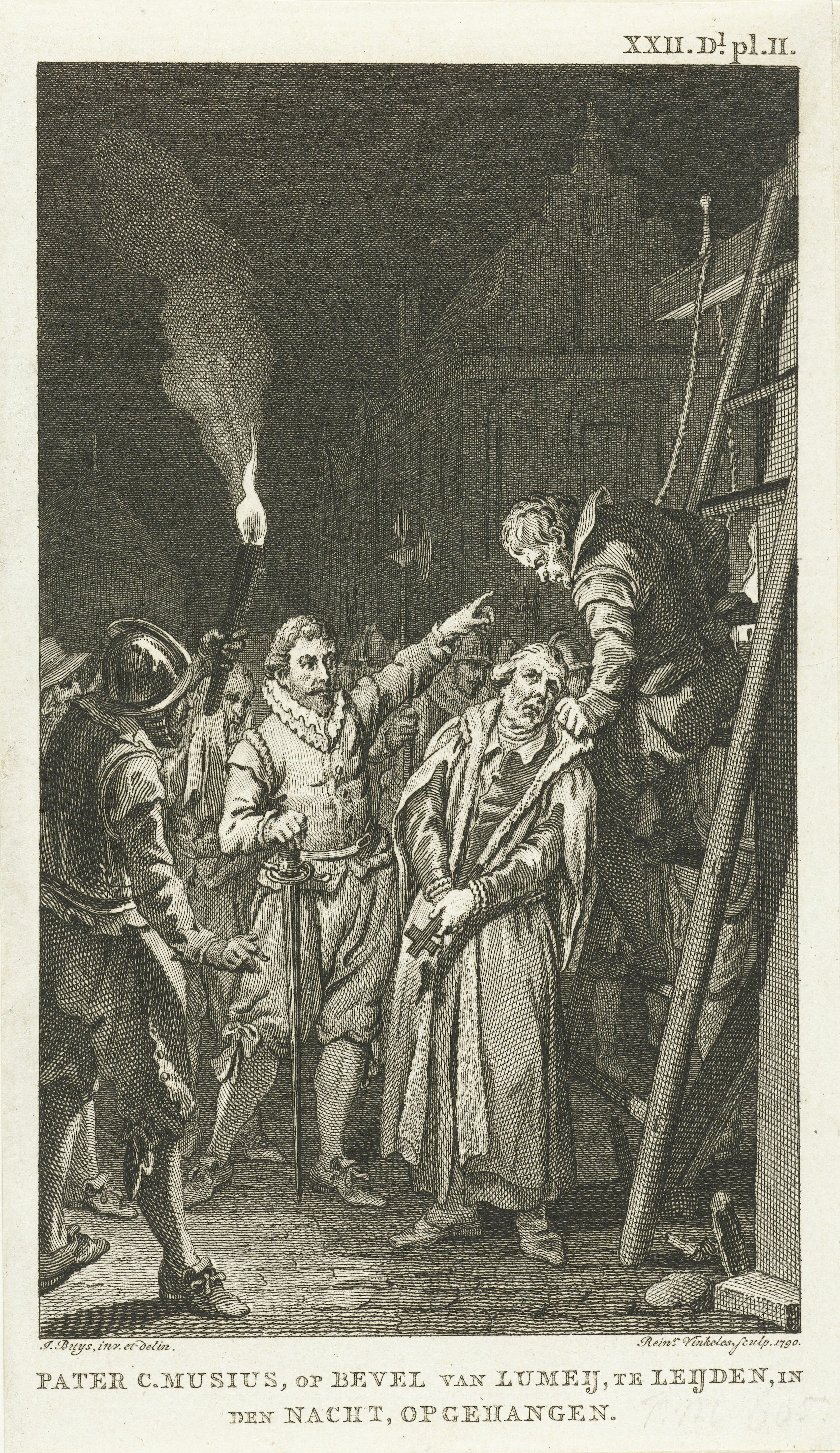
Représentation du martyr de Cornelius Musius à Leyde en 1572. Gravure de Reinier Vinkeles (1790).

Le poète et humaniste Hadrianus Junius (1511-1575), dans son Emblématique (nl), publiée en 1565, consacre l'ensemble du 23e épigramme à Musius. Junius, après la mort de Musius, lui dédie également un poème funèbre.